# Yamaguchi Harukichi
Yamaguchi Harukichi (jap. 山口 春吉; * 1881; † 17. Januar 1938) war der Gründer, Namensgeber und erster Bandenchef (Kumichō) der heute größten Yakuza-Gruppe Yamaguchi-gumi.

## Leben
Yamaguchi gründete die Yamaguchi-gumi 1915 in Kōbe. 1925 wurde er von seinem Sohn Yamaguchi Noboru als Chef abgelöst.